# Seznam sedel ve Velké Fatře

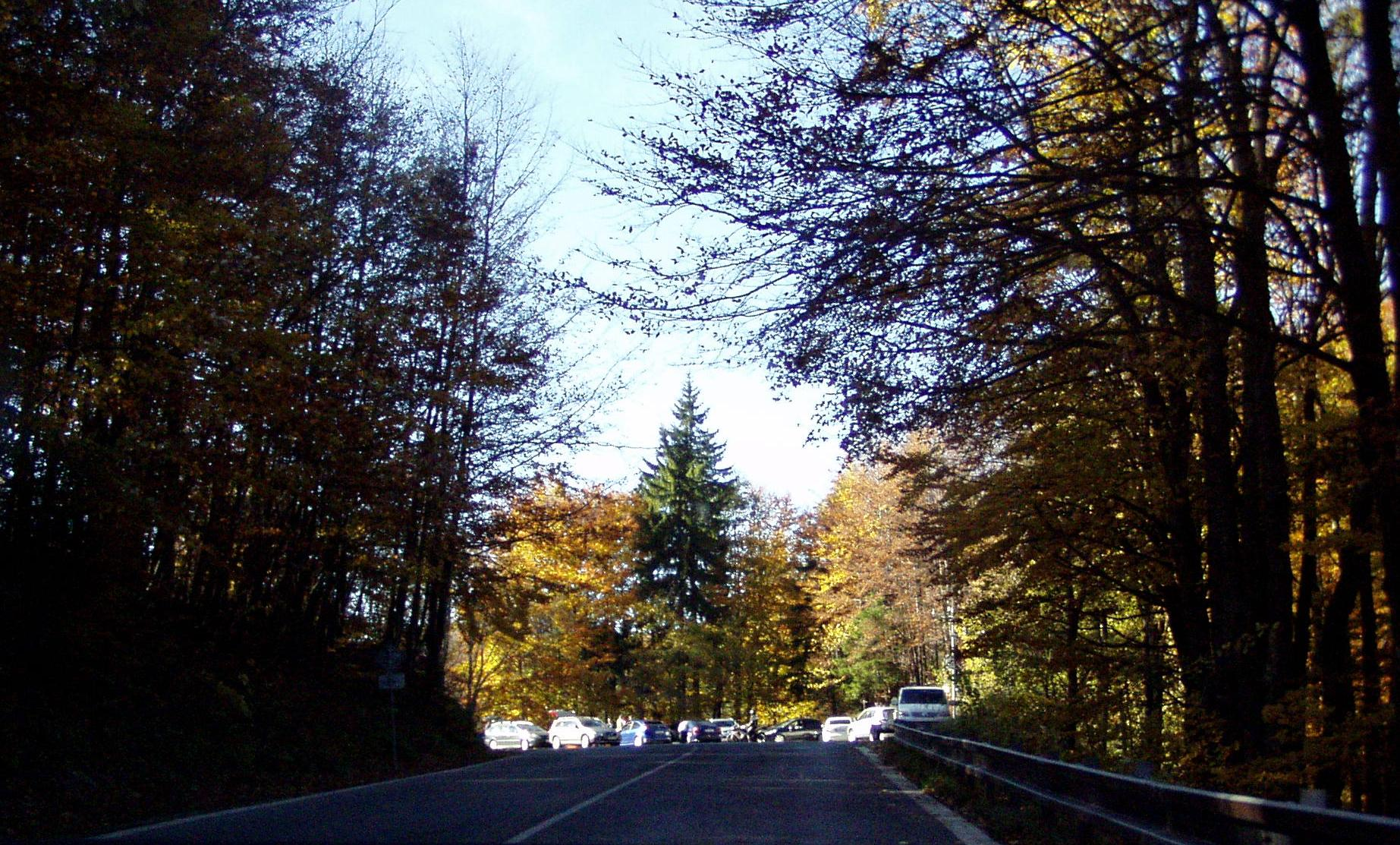
Malý Šturec (890 m)

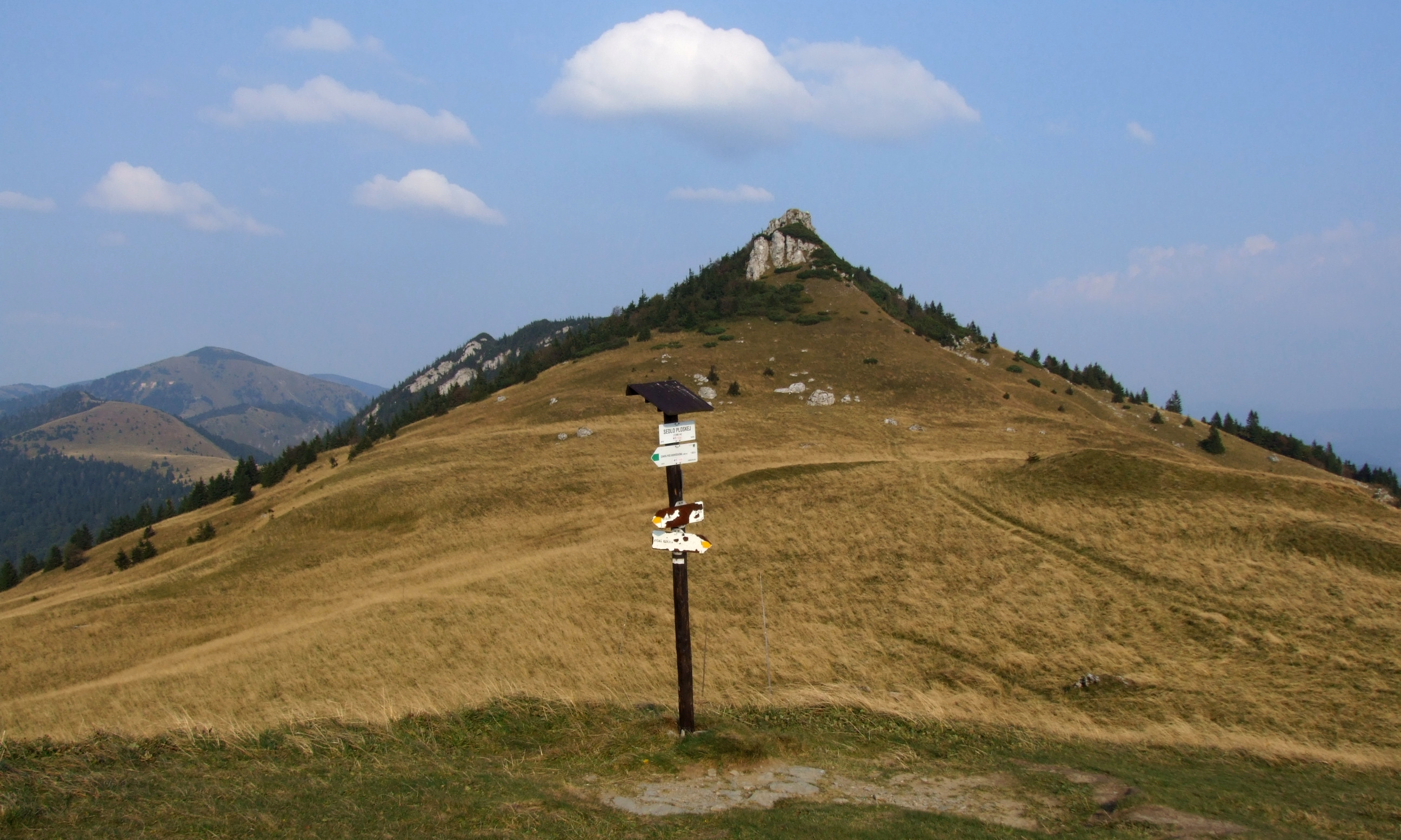
Sedlo Ploskej (1390 m)

Seznam sedel ve Velké Fatře zahrnuje pojmenovaná velkofatranská sedla. Seznam vychází z map dostupných na stránkách hiking.sk a příslušných turistických map VKÚ Harmanec.

## Seznam sedel
| Sedlo                     | Výška (m) | Souřadnice                       | Přístup                                              |
| ------------------------- | --------- | -------------------------------- | ---------------------------------------------------- |
| Brestová                  | 720       | 49°09′04″ s. š., 19°17′08″ v. d. | neznačeno                                            |
| Donovalské sedlo          | 950       | 48°52′41″ s. š., 19°13′26″ v. d. | červená turistická značka · žlutá turistická značka  |
| Južné Rakytovské sedlo    | 1295      | 48°57′20″ s. š., 19°10′17″ v. d. | zelená turistická značka · žlutá turistická značka   |
| Ľubochnianske sedlo       | 701       | 49°06′42″ s. š., 19°07′17″ v. d. | červená turistická značka · modrá turistická značka  |
| Malý Šturec               | 890       | 48°50′19″ s. š., 18°59′55″ v. d. | červená turistická značka · žlutá turistická značka  |
| Nižné Šiprúnske sedlo     | 1327      | 49°01′51″ s. š., 19°13′14″ v. d. | červená turistická značka · zelená turistická značka |
| Poľana                    | 935       | 49°05′28″ s. š., 19°11′27″ v. d. | modrá turistická značka · žlutá turistická značka    |
| Prašnické sedlo           | 1037      | 48°52′46″ s. š., 19°07′38″ v. d. | červená turistická značka                            |
| Prípor                    | 1231      | 48°53′21″ s. š., 19°12′29″ v. d. | červená turistická značka                            |
| Príslop                   | 935       | 49°04′12″ s. š., 19°07′05″ v. d. | červená turistická značka · zelená turistická značka |
| Rybovské sedlo            | 1317      | 48°52′38″ s. š., 19°05′23″ v. d. | červená turistická značka · zelená turistická značka |
| Sedlo Ploskej             | 1390      | 48°55′50″ s. š., 19°07′51″ v. d. | zelená turistická značka · žlutá turistická značka   |
| Sedlo pod Červeným grúňom | 990       | 49°04′58″ s. š., 19°11′31″ v. d. | modrá turistická značka · zelená turistická značka   |
| Sedlo pod Čiernym kameňom | 1266      | 48°56′27″ s. š., 19°08′54″ v. d. | červená turistická značka · zelená turistická značka |
| Sedlo pod Drieňkom        | 1003      | 48°53′07″ s. š., 18°58′00″ v. d. | modrá turistická značka                              |
| Sedlo pod Kečkou          | 1000      | 49°00′37″ s. š., 19°05′44″ v. d. | modrá turistická značka · zelená turistická značka   |
| Sedlo pod Ostrým          | 890       | 49°08′20″ s. š., 19°12′17″ v. d. | zelená turistická značka · žlutá turistická značka   |
| Sedlo pod Radičinou       | 1050      | 49°07′25″ s. š., 19°15′22″ v. d. | červená turistická značka · žlutá turistická značka  |
| Sedlo pod Smrekovom       | 1390      | 48°53′02″ s. š., 19°01′26″ v. d. | zelená turistická značka                             |
| Severné Rakytovské sedlo  | 1400      | 48°57′53″ s. š., 19°10′59″ v. d. | zelená turistická značka · žlutá turistická značka   |
| Veľký Šturec              | 1010      | 48°53′03″ s. š., 19°10′01″ v. d. | červená turistická značka                            |
| Východné Prašnické sedlo  | 920       | 48°52′55″ s. š., 19°08′32″ v. d. | červená turistická značka · žlutá turistická značka  |
| Vyšné Šiprúnske sedlo     | 1385      | 49°01′40″ s. š., 19°13′29″ v. d. | červená turistická značka                            |
| Žaškovské sedlo           | 723       | 49°09′17″ s. š., 19°12′03″ v. d. | zelená turistická značka · žlutá turistická značka   |